# Лопес, Матильде Элена
Матильде Элена Лопес (исп. Matilde Elena López; 20 февраля 1919, Сан-Сальвадор, Сальвадор — 11 марта 2010, там же) — сальвадорская поэтесса, эссеистка и драматург.

## Биография
Матильде Элена Лопес родилась 20 февраля 1919 года в Сан-Сальвадоре. В 1940-х года была членом Лиги антифашистских писателей — группы молодых писателей с левыми взглядами. В апреле 1944 года приняла участие в набиравшем силу движении, которое стремилось свергнуть правительство диктатора Максимилиана Эрнандеса-Мартинеса. Завершила образование в университете Сан-Карлос в Гватемале и Центральном университете Эквадора; в последнем учебном заведении она получила звание доктора философии.
В 1958 году преподавала в университете Сальвадора в качестве профессора, заведующей кафедры литературы и заместителя декана факультета гуманитарных наук. Также преподавала в Центральноамериканском университете Хосе Симеона Каньяса.
В 1961 году заняла первые места на поэтических конкурсах Сан-Мигель и Нуэва Сан-Сальвадор. С 1997 года была членом Сальвадорской литературной академии. Матильде Элена Лопес умерла 11 марта 2010 года в Сан-Сальвадоре.

## Избранные сочинения
- «Масферрер, центральноамериканский мыслитель» (исп. Masferrer, alto pensador de Centroamérica, 1954)
- «Социальная интерпретация искусства» (исп. Interpretación social del arte, 1965)
- «Данте, поэт и гражданин будущего» (исп. Dante, poeta y ciudadano del futuro, 1965)
- «Исследования поэзии» (исп. Estudios sobre poesía, 1973)
- «Баллада Анастасио Акино» (исп. La balada de Anastasio Aquino, 1978)
- «Тёмные рыдания» (исп. Los sollozos oscuros, 1982)
- «Глагол любить» (исп. El verbo amar, 1997)